# Lokki (ö i Finland, Norra Savolax, Nordöstra Savolax)
Lokki är en ö i Finland. Den ligger i sjön Riistavesi och i kommunen Tuusniemi i den ekonomiska regionen  Nordöstra Savolax ekonomiska region  och landskapet Norra Savolax, i den centrala delen av landet, 300 km nordost om huvudstaden Helsingfors. Öns area är 0,3 hektar och dess största längd är 90 meter i sydöst-nordvästlig riktning.